# Miguel Obando Bravo
Miguel Obando Bravo (ur. 2 lutego 1926 w La Libertad, Chontales, zm. 3 czerwca 2018 w Managui) – nikaraguański duchowny katolicki, arcybiskup Managui, kardynał, obrońca praw człowieka.

## Życiorys
Wstąpił do zgromadzenia salezjanów (Towarzystwo Salezjańskie Św. Jana Bosco, SDB), kształcił się w zakonnych domach nauki w Salwadorze, Gwatemali, Kolumbii i Wenezueli. Przyjął święcenia kapłańskie 10 sierpnia 1958. Pracował jako wykładowca w szkołach zakonnych, w seminarium salezjańskim w San Salvador pełnił funkcję prefekta ds. dyscypliny (1959–1961), był także rektorem Instytutu Rinaldi przy tym seminarium (1961–1968). W latach 1962–1968 był członkiem rady prowincji zgromadzenia w Ameryce Środkowej, a w 1965 delegatem Ameryki Środkowej i Panamy do kapituły generalnej zgromadzenia w Rzymie.
W styczniu 1968 został mianowany biskupem pomocniczym Matagalpy, ze stolicą tytularną Putia in Byzacena; przyjął sakrę biskupią 31 marca 1968 z rąk nuncjusza w Kolumbii, Giuseppe Paupiniego. 16 lutego 1970 został promowany na arcybiskupa Managui, przez wiele lat stał na czele Konferencji Episkopatu Nikaragui, a w latach 1976–1980 przewodniczył Sekretariatowi Episkopatów Ameryki Środkowej i Panamy. Brał udział w sesjach Światowego Synodu Biskupów w Watykanie, m.in. specjalnej poświęconej Kościołowi w Ameryce (listopad–grudzień 1997).
Angażował się w działalność na rzecz praw człowieka w okresie dyktatury rodziny Somozów i później rządu sandinistów. Został m.in. laureatem Nagrody za Pokój i Wolność im. Bruno Kreiskiego (Wiedeń 1979) oraz kawalerem wysokich odznaczeń kilku państw (1981 Orderu Francisco Mirandy, Wenezuela).
25 maja 1985 Jan Paweł II wyniósł go do godności kardynalskiej, nadając mu tytuł prezbitera S. Giovanni Evangelista a Spinaceto. Już jako kardynał Obando Bravo wziął udział w IV Konferencji Generalnej Episkopatów Latynoamerykańskich w Santo Domingo (Dominikana, 1992). Przyjęcie jego rezygnacji z funkcji arcybiskupa Managui było jednym z ostatnich aktów papieża Jana Pawła II przed śmiercią (1 kwietnia 2005). Jego następcą został mianowany Leopoldo Brenes.
Kardynał Obando Bravo uczestniczył w konklawe, na którym wybrano papieża Benedykta XVI; w lutym 2006 ukończył 80 lat i utracił prawo udziału w kolejnych konklawe.